# Saint-Germer-de-Fly

Saint-Germer-de-Fly este o comună în departamentul Oise, Franța. În 1 ianuarie 2022 avea o populație de 1.680 de locuitori.